# Албрехт III (Анхалт)
Вижте пояснителната страница за други личности с името Албрехт III.
Албрехт III (на немски: Albrecht III, Fürst von Anhalt-Zerbst, † 1 август 1359) от род Аскани е княз на Княжество Анхалт-Цербст от 1362 до 1359 г.
Той е големият син на княз Албрехт II (1306 – 1362) и втората му съпруга Беатрикс фон Саксония-Витенберг († 1345), дъщеря на курфюрст Рудолф I от Саксония-Витенберг. Брат е на Рудолф († 1365), епископ на Шверин от 1364, и на Йохан II (* 1341, † 1382).
Албрехт III участва при баща си в управлението на Анхалт-Цербст. След смъртта му той управлява заедно с чичо си Валдемар I. Последван е от брат му Йохан II, който го наследява.